# Companhia Telefônica de Paranaguá
Companhia Telefônica de Paranaguá S/A (COTELPA) foi a empresa operadora de telefonia do sistema Telebras no município de Paranaguá, estado do Paraná, até ser incorporada pela TELEPAR em 1990.

## História
Permaneceu em atividade de 1968 até sua incorporação pela Telecomunicações do Paraná (TELEPAR) em fevereiro de 1990.

### Pioneirismo
O estado do Paraná foi um dos pioneiros na implantação do sistema de Discagem Direta à Distância (DDD) no país, contando com a participação da COTELPA. As cidades de Curitiba, Paranaguá e Ponta Grossa se beneficiaram do novo sistema em 1970, mesmo ano que São Paulo, Rio de Janeiro e Porto Alegre, as três primeiras cidades brasileiras que receberam o DDD.